# Alexandre del Valle
Alexander Del Valle (ur. 6 września 1969 w Marsylii) – francuski politolog, dziennikarz, specjalista w zakresie stosunków międzynarodowych i geopolityki.

## Życiorys

### Wykształcenie i działalność zawodowa
Obronił pracę doktorską na Uniwersytecie Montpellier 3 Paul-Valéry na temat "Zachód i druga dekolonizacja: Indygenizm i islamizm od zimnej wojny do dnia dzisiejszego". Alexander Del Valle wykłada geopolitykę i stosunki międzynarodowe w Szkole Handlowej La Rochelle Business School.

### Publicysta
W swojej pierwszej książce "Islamizm i Stany Zjednoczone: sojusz przeciw Europie" (1997), przeanalizował wsparcie mudżahedinów przez amerykańskiego wywiadu w czasie wojny w Afganistanie (1979 – 1989).
W książce "Dlaczego zabija się chrześcijan na świecie? Nowa chrystofobia (Pourquoi on tue des chrétiens dans le monde d'aujourd'hui ?) (2011) analizuje politykę państw zachodnich na Bliskim Wschodzie. Pisze że "od upadku ZSRR w polityce USA (Zachodu) na czoło wysuwają się dwa motywy działania – nafta i izolacja Rosji. Stąd za „wrogów” uznano te państwa, które podtrzymały bliskie kontakty z Rosją".
Razem Del Valle opublikował siedem książek w kategorii literatura faktu, w których są analizowane wzrost islamizmu, który nazwał nowym rodzajem totalitaryzmu; zachodnia cywilizacja i kryzys zachodniej tożsamości; geopolityka Turcji i jej kandydatura do Unii Europejskiej; oraz konflikt w Syrii.
Zdaniem Del Valle "w ramach nowego globalnego paradygmatu inne cywilizacje będą coraz mniej liczyć się z zachodnimi wartościami". Uważa za inny ważny moment "wejście cywilizacji do wielobiegunowego świata. Świadczą o tym strategiczne wysiłki duetu Rosja-Chiny, wzrost znaczenia Indii, powrót na pierwszy plan Iranu, Turcji i Egiptu". Myśli, że "Nowa Rosja nie zamierza pozwolić Amerykanom destabilizować zaprzyjaźnionych reżimów i tworzyć zagrożenie dla jej bezpośrednich interesów w imię tzw. praw człowieka, które, nawiasem mówiąc, często łamią przyjaciele Zachodu, np. islamskie monarchie Zatoki Perskiej".
Del Valle definiuje islamizm jako trzeci totalitaryzm, pozostałe dwie są nazizm i komunizm.

## Wybrane publikacje
- Islamisme et États-Unis, une alliance contre l'Europe (Islamizm i Stany Zjednoczone: sojusz przeciw Europie), L'Âge d'Homme, 1997, Lausanne/Paris (ISBN 2-8251-1060-4). versions en italien et serbo-croate.
- Guerres contre l'Europe : Bosnie, Kosovo, Tchétchénie (Wojny przeciw Europie: Bośnia, Kosowo, Czeczenia), Les Syrtes, 2001, Paris (ISBN 2-84545-045-1). (versions en espagnol, brésilien, portugais, italien et serbo-croate).
- Le Totalitarisme islamiste à l'assaut des démocraties, Les Syrtes, Paris, 2002.
- La Turquie dans l'Europe : un cheval de Troie islamiste ?, Les Syrtes, Paris, 2004 (ISBN 2-84545-093-1) (Préface de J.P. Péroncel-Hugoz).
- Le Dilemme turc, ou les vrais enjeux de la candidature d'Ankara avec Emmanuel Razavi, Les Syrtes, Paris, 2005 (ISBN 2-84545-116-4).
- Pourquoi on tue des chrétiens dans le monde aujourd'hui ? : La nouvelle christianophobie (Dlaczego zabija się chrześcijan na świecie? Nowa chrystofobia), Maxima Laurent du Mesnil, Paris, 2011 (préface de Denis Tillinac).
- Le complexe occidental : Petit traité de déculpabilisation, L'artilleur/Toucan Essais, Paris, 2014.
- Le Chaos syrien, printemps arabes et minorités face à l'islamisme, Dhow, Paris, 2014 (Préface de Renaud Girard)